# BEB IIIa
Die BEB IIIa waren Güterzug-Schlepptenderlokomotiven der Buschtěhrader Eisenbahngesellschaft (BEB).

## Geschichte

Zeichnung der BEB IIIa

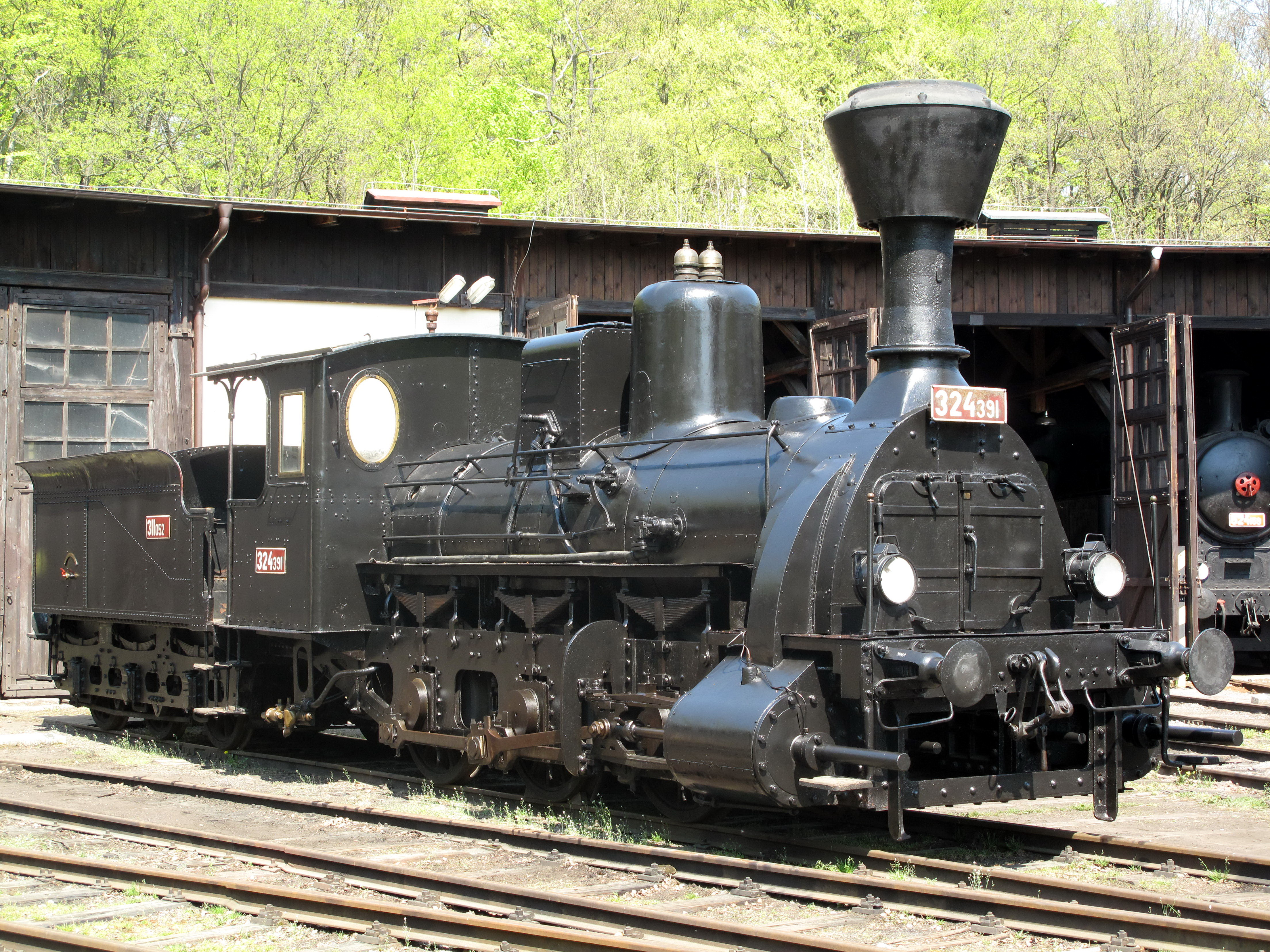
324.391, Ansicht von rechts (Lokführerseite) vorne

Die von der BEB beschafften 98 Stück Güterzuglokomotiven der Bauart C wurden von der Wiener Neustädter Lokomotivfabrik und von der Lokomotivfabrik der WRB in den Jahren 1887 bis 1907 geliefert. Sie wurden als BEB IIIa eingeordnet und bekamen die Betriebsnummern 180–277. Es gab leichte Unterschiede bei den technischen Daten, vor allem in Bezug auf die Kesseldimensionen und das Achsgewicht. Die in der Tabelle angegebenen Daten stehen für die Nummern 180–218, 219–271 und 272–277.
Nach der Verstaatlichung 1923 kamen noch 96 Maschinen zu den Tschechoslowakischen Staatsbahnen (ČSD), die ihnen die Reihenbezeichnung 324.3 gab. Bei der Deutschen Reichsbahn erhielten sie 1939 die Baureihenbezeichnung 53.75.
Die Lokomotiven dieser Reihe wurden bis 1966 ausgemustert. Museal erhalten blieb die 324.391 im Eisenbahnmuseum Lužná u Rakovníka.

## Einsatz in Dänemark
Die 1891 gebaute Lokomotive 216 (Rahmen und Kessel: 3521, Wiener Neustadt, Tender: 1064, Ringhoffer) kam 1939 als ČSD 324.335 zur Deutschen Reichsbahn und erhielt die Nummer 53 7510. Sie wurde während des Zweiten Weltkrieges nach Dänemark gebracht und war gegen Kriegsende am 5. Mai 1945 im Freihafen Kopenhagen abgestellt. Die Lokomotive wurde den Dänischen Staatsbahnen (DSB) überlassen. Diese setzten die Lok ab 1946 als Zugvorheizanlage im Fährhafen Korsør ein. Sie blieb bis 1959 im Einsatz und wurde in diesem Jahr ausgemustert.